# Leptopholcus signifer
Leptopholcus signifer là một loài nhện trong họ Pholcidae. Loài này được phát hiện ở Congo en là loài điển hình của chi Leptopholcus.